# Vratislav I.
Vratislav I. (latinsky Wratislaus; 875/888? – 13. února 921) byl třetí český kníže z rodu Přemyslovců vládnoucí zřejmě v letech 915 až 921.
Narodil se patrně roku 888 (nebo možná už roku 875) jako druhorozený syn tehdejšímu knížecímu páru Bořivojovi I. a svaté Ludmile. Už kolem roku 906 byl zasnouben se Stodorankou Drahomírou. Na knížecí stolec však usedl až po smrti svého bratra Spytihněva snad v roce 915. Tentýž rok nechal svého syna Václava postřihnout biskupem Notarem. Během své vlády proslul založením Svatojiřské baziliky na Pražském hradě a pokračoval i v budování sítě hradišť ve středních Čechách. Vratislav zemřel 13. února roku 921. Podle kroniky Činy Hunů a Uhrů se tak stalo kvůli maďarskému vpádu do střední Evropy. Byl pohřben v bazilice sv. Jiří, kde se nachází tumba s Vratislavovými ostatky. Svatováclavské legendy Vratislava popisují jako slavného vládce.
Vratislav zplodil nejspíše sedm potomků, mezi nimiž byla budoucí knížata Václav a Boleslav.

## Prameny o Vratislavovi
Knížete Vratislava I. zmiňuje hned několik písemných pramenů, nejvýznamnější jsou tyto:
- Kristiánova legenda – datum vzniku není jasné, vedou se o něm spory (datace se pohybují od 10. století, kam ji kladl kromě Dušana Třeštíka[1] i Josef Pekař,[2] až po století 14., toto datum určil například František Palacký[3]).
- Kosmova kronika česká – napsána mezi lety 1119 až 1125
- Fuit in provincia Boemorum – doba vzniku též není jednoznačná (klade se od 20. let 10. stol. až do 12. stol.)[pozn. 1]
- První staroslověnská legenda o sv. Václavu – vznikla někdy v polovině 10. století[4]

## Život

### Narození a mládí

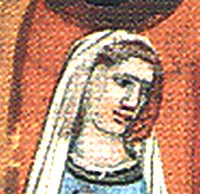
Ilustrace Drahomíry ze Stodor na pařížském zlomku Dalimilovy kroniky

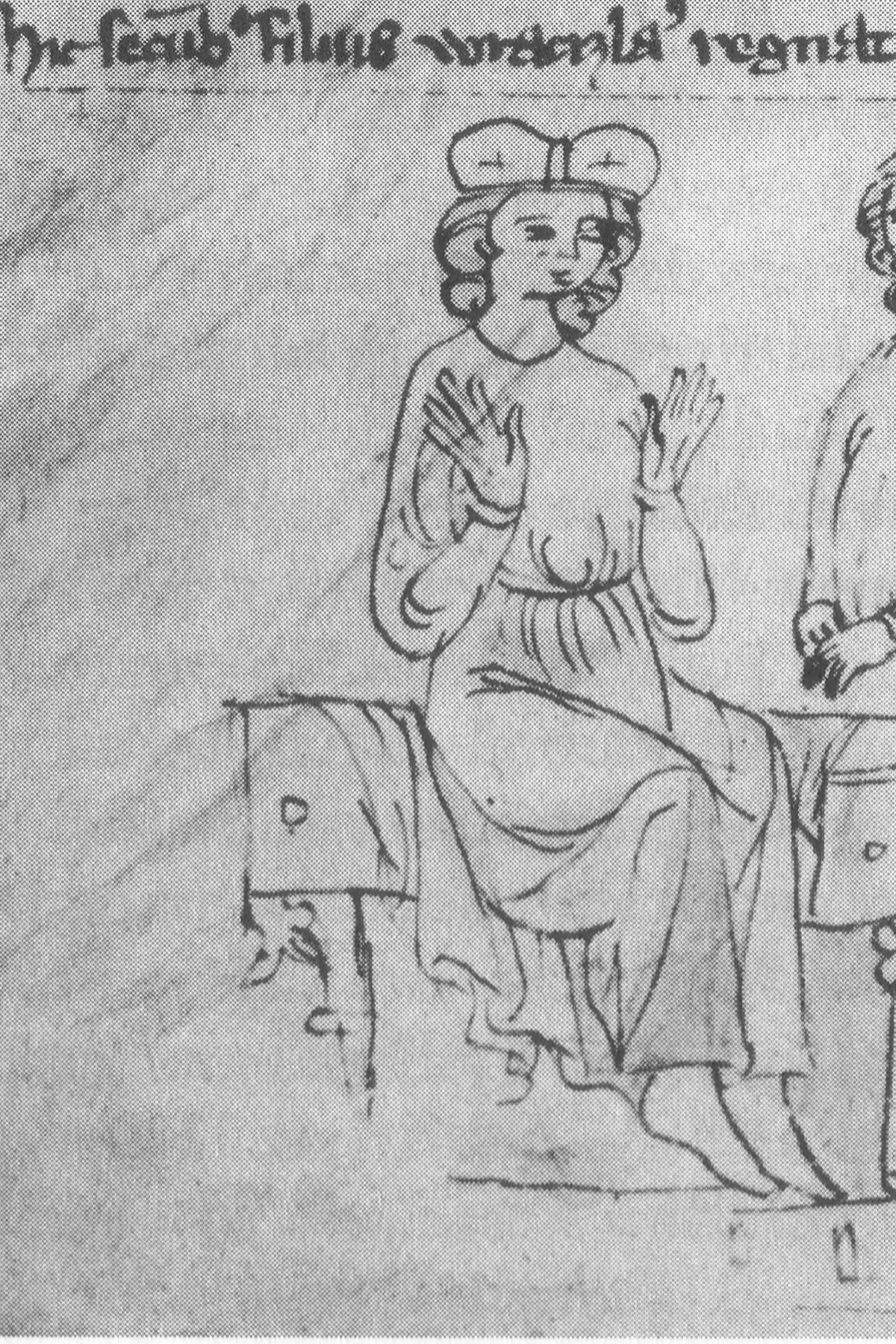
Vyobrazení Vratislava I. v Krumlovském obrazovém kodexu

Vratislav se podle historika Dušana Třeštíka narodil roku 888. Dovozuje tak z legendy Fuit in provincia Boemorum, v níž je psáno, že Vratislav zemřel ve 33 letech života. Stejný názor zastává i Michal Lutovský. Vratislav byl synem knížete Bořivoje z rodu Přemyslovců a jeho ženy Ludmily, která možná pocházela z pšovského knížectví, nacházejícího se v oblasti dnešního Mělnicka, s ústředím na hradě Pšově, jak popisuje Kosmas a Kristiánova legenda.
| „        | Bořivoj zplodil dva syny, Spytihněva a Vratislava, z Ludmily, dcery Slavibora, knížete z hradu Pšova. | “ |
| — Kosmas | |   |

Odlišně se o Ludmilině původu vyjadřuje Prolog o svaté Ludmile, jehož autor Ludmilu považoval za dceru srbského knížete.
Nedlouho po Vratislavově narození, někdy během let 888 až 890, zemřel jeho otec a Čechy připadly na krátký čas moravskému panovníkovi Svatoplukovi. Okolo roku 906, jak se domníval Dušan Třeštík, se oženil s Drahomírou, jež pocházela z kmene Stodoranů. Historik Hynek Bulín měl za to, že tímto spřízněním možná vznikl jakýsi česko-veletský přátelský spolek. Stodorané totiž uznávali jistou závislost na kmenovém svazu Veletů. Zároveň šlo o první zaznamenaný kontakt Čech s oblastí, odkud Drahomíra pocházela. Dušan Třeštík předpokládal, že sňatek byl nepochybně uzavřen z politických důvodů, aby vládnoucí kníže Spytihněv navázal nové spojenectví se silným knížetem Stodoranů. Jan Tomášek si myslí, že se tak započala formovat protisaská koalice skládající se z Čechů, Stodoranů a Daleminců. Snad už rok po jejich zasnoubení (907) se páru narodil syn Václav, mínil Třeštík.
S odlišným datováním později (2014) přišel Vratislav Vaníček, jenž Vratislavovo narození zařadil do roku 881 a vznesl hypotézu, že se Vratislav a Drahomíra zasnoubili v roce 893.
Emanuel Vlček dle svých antropologických výzkumů Vratislavových ostatků datum Vratislavova narození kladl do období kolem roku 875. Na základě zkoumání kosterních pozůstatků Václava určil, že na svět přišel kolem roku 895. Vlčkovy poznatky ohledně věku Vratislava a Václava (ale ne ostatních zkoumaných Přemyslovců) Dušan Třeštík odmítl, protože nebyly v souladu s chronologií vytvořenou Třeštíkem na základě analýzy písemných pramenů.

### Knížetem

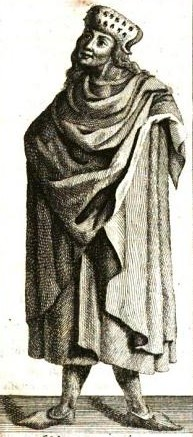
Ilustrace Vratislava I. v Hájkově kronice

Historik Václav Novotný jako možnost Vratislavovy politické aktivity označil už jeho účast na říšském sněmu roku 895 v Řezně, kde se prý společně poddal se svým bratrem Spytihněvem východofranskému králi Arnulfovi. Sněmu se tenkrát zúčastnila česká knížata Spytihněv a „Witizla“, jehož Novotný považoval za možného Vratislava. Tuto myšlenku vyslovil i František Palacký. Dle Michala Lutovského kvůli nízkému věku Vratislava v té době ale „Witizlou“ nemohl být Vratislav. Dušan Třeštík poznamenal, že je Vratislavova účast na sněmu v roce 895 v rozporu s údaji z legend.
Vlády v knížectví se však ujal až po smrti svého bratra Spytihněva, který zemřel bez potomků. Svatováclavské legendy po Spytihněvově smrti mluví o posazení Vratislava na stolec předků umístěný pravděpodobně na Pražském hradě. Rok Vratislavova nástupu na knížecí stolec se u odborníků různí. Petr Charvát se domnívá, že se tak stalo mezi lety 905 a 915. Dušan Třeštík se zase přiklání k roku 915. S tímto údajem souhlasí i Vratislav Vaníček na základě Vlčkova výzkumu ostatků Spytihněva I..

Jedním z prvních počinů knížete Vratislava byly patrně postřižiny jeho prvorozeného syna Václava roku 915. Postřižiny se konaly pravděpodobně v kostele Panny Marie na Pražském hradě, v té době snad jediném kostele v Praze. K této příležitosti proto Vratislav do Prahy pozval biskupa. Vojtěch Tkadlčík tohoto biskupa ztotožnil s veronským Notarem II. Biskup Notar byl snad do Čech vyslán i za diplomatickými účely, Dušan Třeštík podotkl, že Notar přicestoval s posláním bavorského vévody Arnulfa, které souviselo s Arnulfovým odbojem proti králi Konrádu I. Vratislav Vaníček soudí, že se Vratislav chtěl nechat prohlásit za vládce s Notarovým požehnáním, biskup Notar podle Vaníčka mohl navrhnout i sňatkové spojení Přemyslovců s chorvatskými Trpimírovci.
O Vratislavových panovnických činech v rámci zahraniční politiky jsou informace poměrně nejisté. Ví se ale, že Čechy byly v této fázi vývoje úzce spjaty s Bavorskem, které si na ně činilo nároky. V počátcích 10. století se rovněž Praha stala významným bodem stezky mezinárodního obchodu, jež směřovala z Pyrenejského poloostrova až na území Chazarů. Václav Novotný se domníval, že po nástupu na stolec v Praze Vratislavovi připadl důležitý úkol ve formě bránění se proti maďarským útokům z východu, jelikož se kvůli pádu Velké Moravy Maďarům na západ pronikalo snadněji. O jednotlivých bojích však chybí zprávy. Václav Chaloupecký ve své knize zmínil, že Vratislav dokonce vládl i na Moravě, přičemž vycházel z Vídeňské obrázkové kroniky sepsané ve 14. století. Potyčky s Maďary datoval Chaloupecký do prvních let Vratislavovy vlády.
Autoři Velkých dějin zemí Koruny české nebo Michal Lutovský se ovšem shodují na tom, že Vratislav zatím fakticky ovládal pouze oblast středních Čech. I Třeštík označil Chaloupeckého domněnku jako zřejmý omyl, ba i se domníval, že se Vratislav spíše s Maďary spojil, nežli s nimi bojoval, což přejal od svého zesnulého bratra Spytihněva. Toto spojenectví dosvědčuje i zpráva Adama z Brém, v jehož spisu se píše, že se roku 915 Čechové zúčastnili maďarské výpravy proti Sasku. Vratislav se tak zjevně rozhodl proto, že se kočovní Maďaři stali i spojenci bavorského Arnulfa. Patrně po roce 915 poslal svého syna Václava za vzděláváním na hradiště Budeč. Václav a jeho mladší bratr Boleslav byli ještě předtím svěřeni do péče Vratislavovy matky Ludmily na knížecím dvoře.

### Smrt
Vratislav I. pravděpodobně zemřel 13. února roku 921, když dovršil buď 33 let života, nebo své vlády. Legenda Fuit uvádí, že bylo Vratislavovi 33 let, když zemřel. Tomu odporuje staroslověnský Prolog o svaté Ludmile, který tvrdí, že Vratislav skonal v 33. věku svého panování. Možná zahynul během maďarského vpádu do střední Evropy na následky zranění, což zaznamenal kronikář Šimon z Kézy ve své kronice. V kronice se píše, že nájezd proběhl po dobytí Panonie Maďary a skončil bitvou, ve které Vratislav přišel o život. Dušan Třeštík ale uvedl, že si ho písař spletl s králem Vratislavem I. a zprávu považoval za mylnou. Současná historiografie se kloní ke skonu roku 921. Jiný postoj ohledně Vratislavova úmrtí zastával František Palacký. Podle něj Vratislav zemřel až roku 926. Petr Charvát usuzuje, že Vratislavova smrt uvrhla knížectví do krize, jelikož oba jeho synové ještě nenabyli plnoletosti, tudíž regentskou vládu ve státě převzala Vratislavova choť Drahomíra.

## Ostatky

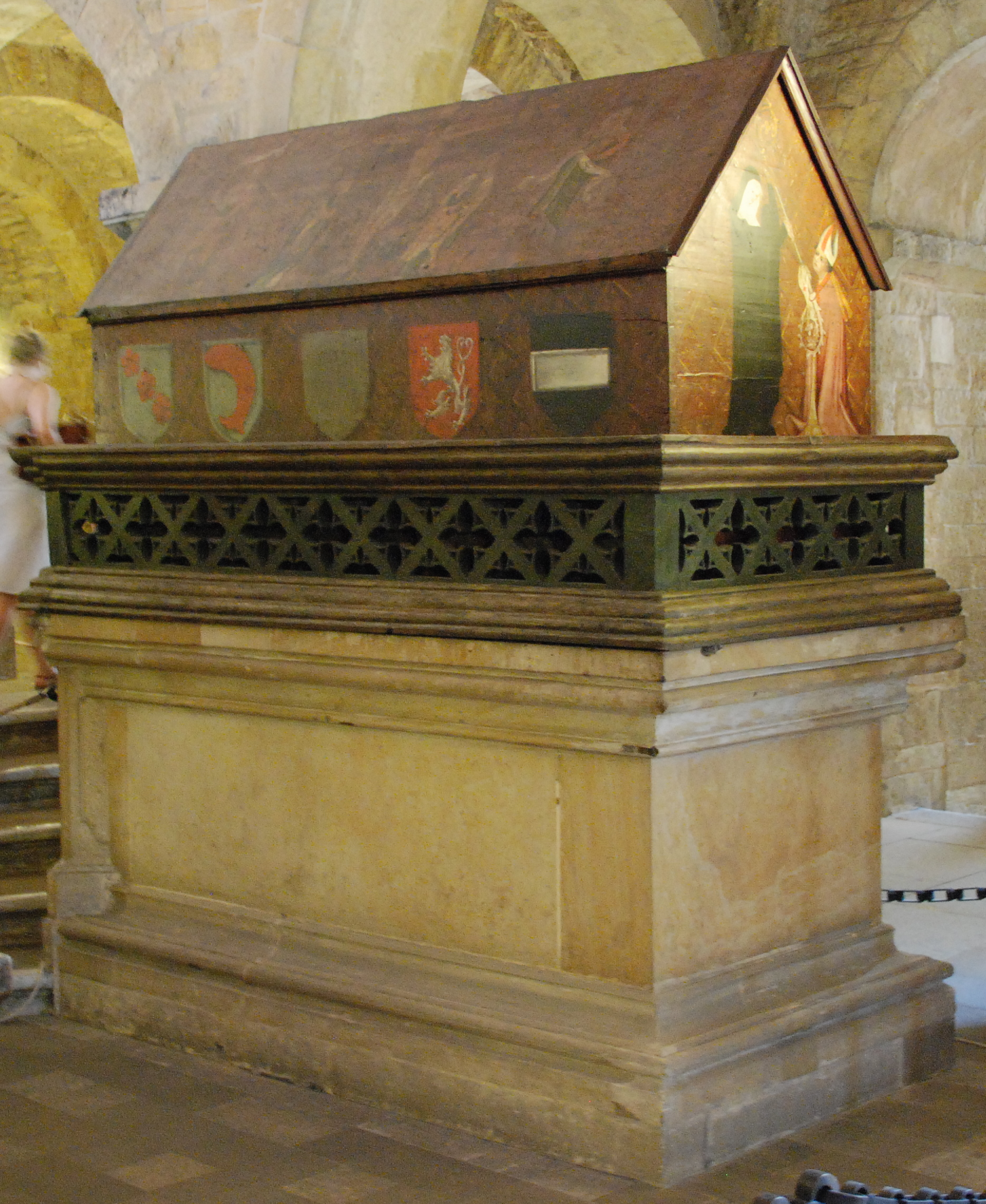
Tumba Vratislava I. v klášteře sv. Jiří na Pražském hradě

Vratislav byl nejprve pohřben zhruba v ose chrámu sv. Jiří. Vzhledem k pozdějším přestavbám byly ale kosterní pozůstatky knížete Vratislava několikrát přemístěny. Až ve 14. století, na sklonku vlády Karla IV., byla pro ostatky vytvořena opuková tumba, do níž byla vložena olověná schránka s Vratislavovými kostmi. Přítomnost Vratislavových ostatků v tumbě dokazuje listina s datem 1. července 1379, na níž Vratislav rovněž vystupuje jako blahoslavený. V 15. století byl k tumbě dostavěn nástavec, na kterém lze spatřit nápis:
•HIC IACET BEATUS

VRATISLAUS•
PATER •S• VENCESLAI
FUNDATOR HUJUS ECCLESIE

Překlad: Zde leží blahoslavený Vratislav, otec svatého Václava, zakladatel tohoto kostela.

Opuková hrobka byla za účelem výzkumu poprvé otevřena v roce 1959 archeologem Ivanem Borkovským. Při antropologickém výzkumu Vratislavových kostí, který provedl Emanuel Vlček, bylo zjištěno, že se Vratislav dožil 40–52 let s 95% pravděpodobností. Vlček tak soudil, že by se dal vyvrátit dožitý věk 33 let uvedený v písemných pramenech a stanovit tak celkových 33 let jako délku Vratislavovy vlády i včetně vlády údělné mezi roky 888 a 921, což se zdálo býti mnohem pravděpodobnější i podle Josefa Pekaře. Vratislavova kostra je nekompletní, zřejmě kvůli dřívějšímu přenášení ostatků, zato lebka se dochovala v dobrém stavu. Hlavní lebeční švy předčasně srostly, podobně jako u jeho syna Václava. V lebeční dutině byly nalezeny silné povlaky suché mozkové tkáně. Ze zkoumání mozkové tkáně byla stanovena krevní skupina B, stejně jako muži z hrobu K1. Chrup knížete zůstal celý a byl i zdravý. Horní řezáky jsou však vysunuty dopředu, zatímco dolní řezáky jsou zasunuty, kvůli čemuž vznikla mezera. Důsledkem této anomálie bývá většinou cumlání v dětství, zároveň se tato nepravidelnost objevuje u dětí nervově labilních. Vratislavovy kosti nevykazují žádné závažné choroby. Výšku Vratislava I. Vlček předpovídal na 175–176 cm. Příčinu smrti knížete nelze z kostí prokázat, poněvadž nebyly shledány žádné chorobné změny na kostře nehledě na vyléčenou frakturu nosních kůstek. Ke konci února v roce 2021 byla provedena rekonstrukce obličejů knížat Spytihněva a Vratislava zásluhou česko-brazilského archeologického týmu.

## Zakladatelská činnost

Bazilika svatého Jiří na Pražském hradě

Zakladatelská činnost knížete Vratislava se nepochybně pojí se založením románské baziliky svatého Jiří na Pražském hradě kolem roku 920, jež se poté stala významnou nekropolí pro první generace Přemyslovců a později, pravděpodobně za vlády Boleslava II., také benediktinským klášterem. Na Pražském hradě se též datuje buď do konce Spytihněvovy vlády, nebo do začátku vlády Vratislavovy i zbudování mohutné hradby z dřevěných roštů po obvodu tehdejšího hradiště. V období Vratislavova panování došlo i k výstavbě patrového knížecího paláce a dřevěného příbytku kněze Pavla na Pražském hradě. Vratislav také nejspíše navázal na budování knížecího rodového patrimonia, které započal již jeho bratr Spytihněv. Vratislavovi se může přisuzovat i vznik opevnění sídla ve Staré Boleslavi. V druhé polovině 10. století po něm snad bylo pojmenováno tehdejší české hradiště Vratislavia, dnešní polská Vratislav, ovšem někteří pozdní slezští kronikáři (např. Mikuláš Henelius) se domnívali, že Vratislav založil už právě Vratislav I.

## Potomstvo
Vratislav se svou manželkou Drahomírou ze Stodor dohromady podle legend zplodil až 7 potomků. V První staroslověnské legendě o svatém Václavu se hovoří o čtyřech Václavových sestrách, které byly provdány do sousedních knížectví, z nichž jednou mohla být Přibyslava. Vratislav po sobě zanechal tyto potomky:
- svatý Václav (asi 907 – 28. září 935), český kníže[67]
- Boleslav I. (asi 915 – 15. července 967/972), český kníže ∞ 1. neznámá manželka, 2. Biagota?[67]
- Spytihněv (asi mezi 911 a 921 – ?)[66]
- Přibyslava Česká († po 4. březnu 938/po 60. letech 10. století), řeholnice[66]
- Neznámá dcera (1) ∞ po 921, neznámý manžel[66]
- Neznámá dcera (2) ∞ po 921, neznámý manžel[66]
- Neznámá dcera (3) ∞ po 921, neznámý manžel[66]

Rakouský historik Johann Loserth předpokládal, že se mezi oněmi čtyřmi sestrami ještě nacházela Střezislava, pozdější manželka knížete Slavníka.

## Hodnocení vlády a odkaz vumění
Už Kristián se ve své legendě o knížeti Vratislavovi vyjadřuje jako o schopném panovníkovi, který upevnil říši. Pozdní uherské kroniky Vratislava oslovují jako „velkého a slávou ctěného“. Ve své Kronice české ho Václav Hájek z Libočan vylíčil jako milovníka křesťanské víry. Také píše, že Vratislav zažíval boží vnuknutí, jež ho dohnala k založení svatojiřské baziliky. Palacký ho společně s jeho bratrem Spytihněvem označil za pobožná knížata, která se spíše starala o ukotvení křesťanství uvnitř svého státu. Autor popularizačních prací z historie Jan Dolenský ho zase ve svých Obrázkových dějinách národa českého popsal jako statečného panovníka díky obraně Čech před Maďary.
O Vratislavovi a jeho bratru Spytihněvovi vyprávěl kronikář Dalimil na počátku 14. století ve své veršované kronice. K příležitosti svatováclavského milénia v roce 1929 natočil režisér Jan S. Kolár němý film Svatý Václav, v němž v roli knížete Vratislava I. vystupuje Jiří Steimar. Osoba Vratislava se též vyskytuje ve vedlejší roli v historickém románu První kněžna aneb Závrať moci od Jiřího Bílka.

## Genealogie
| Hostivít? | Hostivít? |                                              |                                              | ? | ? |  |  | Slavibor * 9. st. † asi 894 | Slavibor * 9. st. † asi 894 |                                        |                                        | ? | ? |
|           |           |                                              |                                              |   |   |  |  |                             |                             |                                        |                                        |   |   |
|           |           |                                              |                                              |   |   |  |  |                             |                             |                                        |                                        |   |   |
|           |           | Bořivoj I. * mezi 852 a 855 † mezi 888 a 890 | Bořivoj I. * mezi 852 a 855 † mezi 888 a 890 |   |   |  |  |                             |                             | Svatá Ludmila * cca 860 † 15. září 921 | Svatá Ludmila * cca 860 † 15. září 921 |   |   |
|           |           |                                              |                                              |   |   |  |  |                             |                             |                                        |                                        |   |   |
|           |           |                                              |                                              |   |   |  |  |                             |                             |                                        |                                        |   |   |
|           |           |                                              |                                              |   |   |  |  |                             |                             |                                        |                                        |   |   |

|  |  | Drahomíra ze Stodor OO 906 | Drahomíra ze Stodor OO 906 | Vratislav I. * 875/888 † 13. února 921 | Vratislav I. * 875/888 † 13. února 921 |  |  |  |  |
|  |  |                            |                            |                                        |                                        |  |  |  |  |

|                                 |                                 |                              |                              |                           |                           |                                |                                |
|                                 |                                 |                              |                              |                           |                           |                                |                                |
| Boleslav I. * asi 915 † 967/972 | Boleslav I. * asi 915 † 967/972 | svatý Václav * asi 907 † 935 | svatý Václav * asi 907 † 935 | Přibyslava Česká † po 938 | Přibyslava Česká † po 938 | Spytihněv * mezi 911 a 921 † ? | Spytihněv * mezi 911 a 921 † ? |